# Gobernador del departamento de Curicó
El gobernador del departamento de Curicó, o simplemente gobernador de Curicó, fue la autoridad responsable del gobierno y administración del departamento de Curicó, antigua provincia de Colchagua, entre 1826 y 1865, y de la antigua provincia de Talca, entre 1928 y 1936. Este cargo tuvo asiento en la ciudad de Curicó.
Cabe señalar que, entre los períodos 1835-1839, 1865-1928 y 1936-1976, en que el departamento fue cabecera de la antigua provincia de Colchagua o la antigua provincia de Curicó, el cargo permaneció vacante ya que el intendente correspondiente cumplía sus funciones.

## Gobernadores
| Nombre                                             | Período   |
| -------------------------------------------------- | --------- |
| Isidoro de la Peña                                 | 1826-1829 |
| José María Bravo                                   | 1829      |
| José Agustín Vergara                               | 1829-1830 |
| Isidoro de la Peña                                 | 1830-1831 |
| José María Bravo (interino)                        | 1831-1833 |
| Miguel Arriarán                                    | 1833-1835 |
| Antonio José de Irisarri (intendente de Colchagua) | 1835-1837 |
| Francisco Javier Moreira (intendente de Colchagua) | 1837-1841 |
| José María de Labbé                                | 1841-1849 |
| Agustín Barros Varas                               | 1849-1850 |
| Francisco Porras                                   | 1850-1851 |
| José Domingo Fuenzalida                            | 1851-1852 |
| Antonio Vidal                                      | 1852-1853 |
| Teniente coronel José Timoteo González             | 1853-1858 |
| Francisco Velasco                                  | 1858-1859 |
| Cristóbal Villalobos                               | 1859-1860 |
| Juan Bautista Valenzuela Castillo                  | 1860-1861 |
| Ignacio Navarrete                                  | 1861-1863 |
| Juan Francisco Garcés                              | 1863-1864 |
| Francisco Javier Muñoz                             | 1864-1865 |